# Akiyo Ōnishi
Akiyo Ōnishi (jap. 大西 昭代, Ōnishi Akiyo; * 3. Mai 1978) ist eine ehemalige japanische Marathonläuferin.
2000 wurde sie Achte beim Hokkaidō-Marathon in 2:41:35 h. Im Jahr darauf wurde sie Siebte beim Osaka Women’s Marathon in 2:35:03 und gewann den Nagano-Marathon in 2:31:20.
Akiyo Ōnishi startete für das Firmenteam der Sekisui Kagaku Kōgyō (engl. Sekisui Chemical Company).